# Autodrehkran IV/1,6

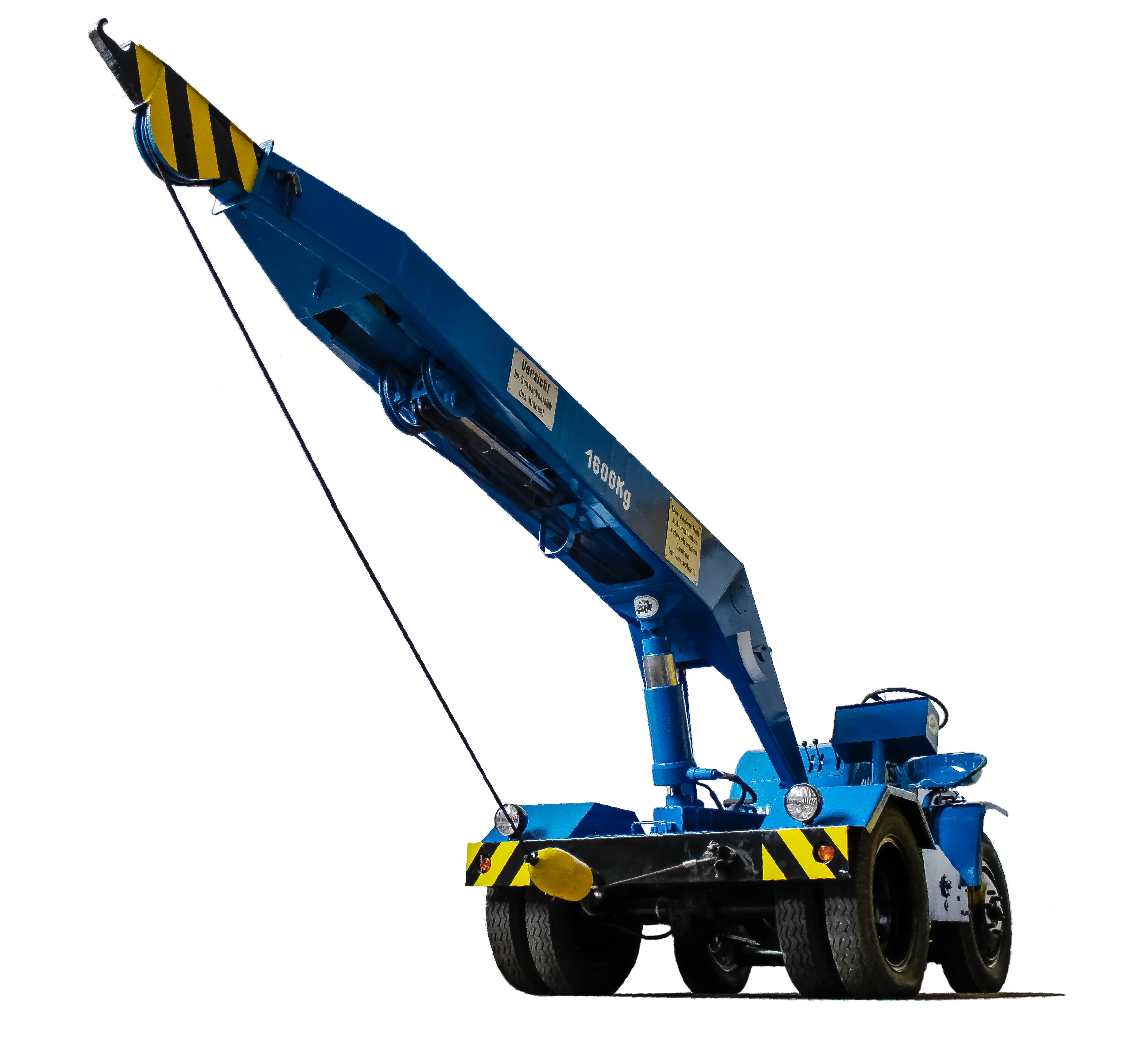
Ein Autokran ADK IV/1,6 aus dem VEB Hebezeugwerk Sebnitz mit einer Tragfähigkeit von 1,6 Tonnen – der abgebildete Kran ist Bestandteil der Sammlung des Nutzfahrzeugmuseums in Hartmannsdorf/Sa.

Der Autodrehkran IV/1,6 (ADK IV/1,6) ist ein in der Zeit von 1960 bis 1961 im VEB Hebezeugwerk Sebnitz gefertigter vollhydraulischer Kran für den innerbetrieblichen Umschlag für Lasten bis 1,6 Tonnen.

## Geschichte
Ein erstes Funktionsmuster wurde 1958 im Leipziger Institut für Fördertechnik gebaut. Im gleichen Jahr wurde der Musterbau und die Weiterentwicklung an den VEB Hebezeugwerk Sebnitz übergeben. Die doppelt bereifte Vorderachse kam aus der Serienproduktion (Hinterachse des Robur Garant 32), hingegen war die lenkbare Hinterachse eine selbstgefertigte Pendelachse mit großem Lenkeinschlag. Der 17 PS starke Zweizylinder-Dieselmotor GD 2 der Robur-Werke wurde vom starren Fahrzeugrahmen getragen und befand sich hinter der Hinterachse. Der Fahrer fand links neben dem Motorkasten Platz.
Im vorderen Teil befand sich der Drehtisch mit Gleitlagerung. Der ADK IV/1,6 hatte einen Knickausleger mit mittig angeordneten Wippzylinder. Der Ausleger konnte manuell mit einem Aushubteil um einen Meter verlängert werden. Der unter Last fahrbare Kran arbeitete unabgestützt.
Probleme mit dem Hubwerk sollten durch Ausrüstung mit dem schon beim ADK III/3 (Puma) bewährten Faktorenflaschenzug behoben werden. Aufgrund des hohen Fertigungsaufwandes wurden bis zum Produktionsende 1961 nur 30 Autodrehkrane IV/1,6 produziert.

## Technische Daten ADK IV/1,6
- Besatzung: 1/1
- Kranbetrieb: hydraulisch
- maximale Tragfähigkeit: 1,6 t bei max. 0,6 m bis 1 m Ausladung
- maximale Ausladung: 4,0 m mit einer Tragfähigkeit bis 0,4 t
- maximale Hubhöhe: 4,0 m (mit Verlängerung 4,8 m)
- Drehbereich: 60°
- maximale Drehgeschwindigkeit: 130 m/min
- maximale Hubgeschwindigkeit: 15,0 m/min
- Motor: GD 2
  - 2-Zylinder-Viertakt-Dieselmotor, luftgekühlt
  - Bohrung × Hub: 90 × 120 mm
  - Hubraum: 1590 cm³
  - Leistung: 12,5 kW (17 PS) bei 2000/min
  - später baugleich als 2 NVD 12,5 SRL im Motorenwerk Cunewalde weitergebaut
- Getriebe: 4+1-Gang-Schaltgetriebe
- Bereifung: 6.50-20 EHD 6-fach
- Abmessungen in Transportstellung: 6000×1900×1900 mm
- Dienstgewicht: 3.800 kg
- Zugkraft Hängerkupplung: 350 kg
- Fahrgeschwindigkeit: 18,3 km/h[1]